# Geologija potopa
Geologija potopa je prepričanje, da se je vesoljni potop zgodil dobesedno na način, opisan v Svetem pismu. Največkrat se geologija potopa uporablja v kreacionizmu mlade Zemlje kot razlaga raznolike geologije Zemlje.
Geologija potopa je smatrana kot psevdoznanost, predvsem zato, ker je v neskladju z v znanstvenih krogih sprejetimi dejstvi o geologiji, fiziki, kemiji, molekularni genetiki, evolucijski biologiji, arheologiji in paleontologiji.

## Teorija
Geologija potopa govori, da je Zemljin relief in Zemlja sama bila izoblikovana v eni sami kataklizmični poplavi - vesoljnem potopu, ne skozi milijone let geoloških procesov.